# Mustafa Hassan
Mustafa Ahmed Hassan (født 10. februar 1990) er en dansk fodboldspiller, der spiller i angrebet for Næstved BK i den danske 1. division.
Mustafa Hassan spillede tidligere i Brøndby IF, HB Køge, Kristianstads FF, Svebølle B&I, Næstved BK og Hobro IK.